# Constance Rourke
Constance Mayfield Rourke (geboren am 14. November 1885 in Cleveland, Ohio; gestorben am 23. März 1941 in Grand Rapids, Michigan) war eine amerikanische Kultur- und Literaturwissenschaftlerin. Ihre Werke, insbesondere ihre 1931 erschienene Untersuchung des amerikanischen Humors, zählen zu den Gründertexten der Amerikanistik.

## Leben und Werk
Rourke studierte an der Sorbonne und am Vassar College, wo sie von 1907 bis 1915 auch als Dozentin für englische Sprache und Literatur lehrte. Sie ließ sich schließlich in Michigan nieder, wo sie sich dem Schreiben widmete.
In ihren Büchern setzte sie sich mit der Wechselwirkung zwischen der amerikanischen Hoch- und Popkultur auseinander und wies so den Weg für die interdisziplinäre Ausrichtung der Amerikanistik, die das Fach seit seiner Etablierung in den 1950er-Jahren prägen sollte. Wie die anderen Amerikanisten der ersten Generation (oder besser avant la lettre, so Van Wyck Brooks, Vernon Louis Parrington, Lewis Mumford) versuchte sie die Formulierung eines amerikanischen „Nationalcharakters.“ So trug ihr 1931 erschienenes Werk American Humor den Untertitel A Study of the National Character („Eine Studie zum Nationalcharakter“); es hat sowohl den „bodenständigen“ Humor der breiten Massen zum Thema, wie er sich in Schwänken, Witzen und Spektakeln wie der Minstrel Show zeigt, aber auch den Humor in Werken von Klassikern der amerikanischen Literatur wie Emerson und Emily Dickinson.
In Trumpets of Jubilee (1927) nahm sie fünf Ikonen der amerikanischen Populärkultur des 19. Jahrhunderts in Augenschein, namentlich den Prediger Lyman Beecher, dessen Kinder Henry Ward Beecher und Harriet Beecher Stowe, den Verleger Horace Greeley und den Zirkuspionier P. T. Barnum. In Troupers of the Gold Coast (1928) untersuchte sie den amerikanischen Theaterbetrieb im 19. Jahrhundert. Zu ihren späteren Büchern zählen Biografien über den legendären Volkshelden Davy Crockett, den Vogelkundler und Zeichner John James Audubon und den Maler Charles Sheeler. Weiterhin schrieb sie zahlreiche Aufsätze zu verschiedenen folkloristischen Themen. Ihr letztes Werk The Roots of American Culture blieb unvollendet; Auszüge wurden 1942 veröffentlicht.

## Werke
- Trumpets of Jubilee (1927)
- Troupers of the Gold Coast (1928)
- American Humor: A Study of the National Character (1931)
  - E-Text auf den Seiten der University of Virginia
  - Neuausgabe mit einer Einleitung von Marcus Greil: New York Review Books, New York 2004, ISBN 1-59017-079-2.
- Davy Crockett (1928)
- Audubon (1936)
- Charles Sheeler: Artist in the American Tradition (1938)

## Sekundärliteratur
- Samuel Irving Bellman: Constance Rorke. Twayne, Boston 1981, ISBN 0-8057-7341-X (= Twayne's United States Authors Series 412).
- Joan Shelley Rubin: Constance Rourke and American Culture. University of North Carolina Press, Chapel Hill 1980, ISBN 0-8078-1402-4.